# Jørgen Ravn (gymnast)
 For alternative betydninger, se Jørgen Ravn. (Se også artikler, som begynder med Jørgen Ravn)
Jørgen Christian Jensen Ravn (født 9. januar 1884 i Horbelev, død 1. december 1962 i Silkeborg) var en dansk gymnast, som deltog i OL 1912 i Stockholm.
Ravn deltog på det danske hold i svensk system ved OL 1912, hvor blot tre hold stillede op på Stockholms Stadion. Holdene kunne bestå af 16-40 gymnaster, og det svenske hold vandt klart med 937,46 point foran Danmark med 898,84 point, mens Norge blev nummer tre med 857,21 point.